# Res nullius

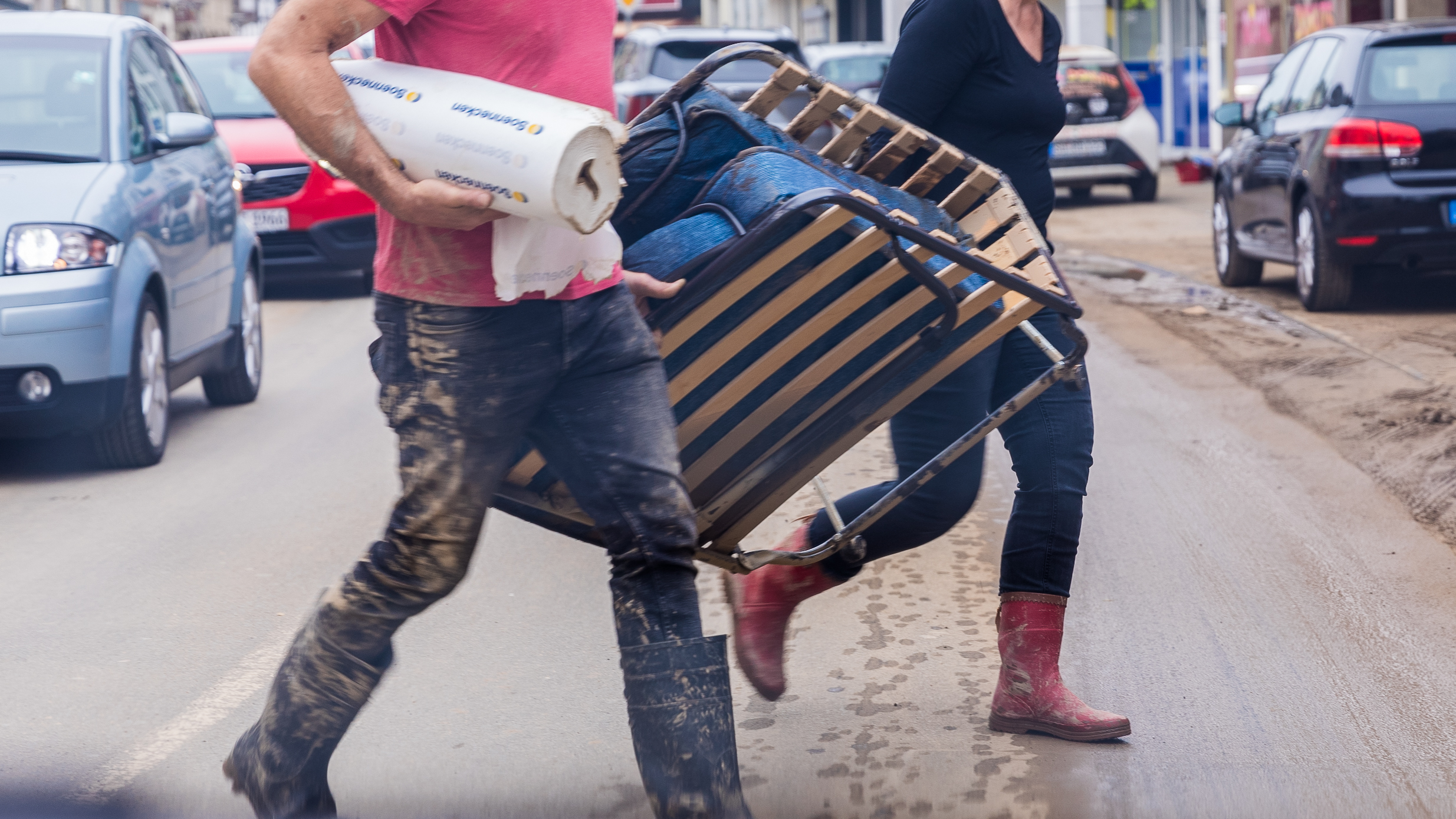
Twee mensen halen een bed uit het grofvuil, een voorbeeld van een res nullius.

Een res nullius is een roerend goed (België) of een roerende zaak (Nederland) dat aan niemand toebehoort. Wie deze in bezit neemt, verkrijgt daarvan de eigendom. Voorbeelden van een res nullius zijn regenwater (zie: dakdrop), een achtergelaten krant in de trein of iets wat voor het grofvuil is klaargezet (tenzij een gemeentelijke verordening verbiedt om zoiets mee te nemen).
Naar Belgisch recht is de inbezitneming van een res nullius een oorspronkelijke wijze van eigendomsverkrijging. Onroerende goederen die geen eigenaar hebben, komen toe aan de Staat. Enkel roerende goederen kunnen daarom het voorwerp van een res nullius uitmaken.
Naar Nederlands recht zijn er grote gelijkenissen. De inbezitneming van een res nullius is een originaire verkrijging. Er is dus geen rechtsvoorganger aan vooraf gegaan. Art. 5:4 BW bepaalt dat degene die een aan niemand toebehorende roerende zaak in bezit neemt, de eigendom daarvan verkrijgt. Een onroerende zaak is nooit een res nullius, zo bepaalt art. 5:24 BW. Onroerende zaken die geen andere eigenaar hebben (res derelictae), behoren altijd toe aan de Staat.
In het koloniale tijdperk werden gebieden die naar westerse maatstaven niet als staat werden aangemerkt ook beschouwd als res nullius. Deze konden naar believen als kolonie aan het eigen grondgebied worden toegevoegd.